# Marko Lavrič
Marko Lavrič, slovenski zdravnik, ginekolog in porodničar, * 13. oktober 1938, Ljubljana
Lavrič je leta 1962 diplomiral na Medicinski fakulteti v Ljubljani, 1969 opravil specialistični izpit in 1974 doktoriral. Leta 1965 se je zaposlil v Bolnišnici za ginekologijo in porodništvo v Kranju in postal 1989 njen direktor. Leta 1988 je postal redni profesor na MF v Ljubljani.